# Anjou Cola
 (mars 2023).
L'Anjou Cola, Loire Cola depuis 2015 est une boisson gazeuse, un altercola angevin commercialisé à partir de 2010 par la société Ouest Market qui a déjà commercialisé le Vendée Cola. Il tire son nom de sa première composition, l'utilisation de noix de kola, et du nom Anjou, région de naissance et de production de la fleur de camomille.

## Composition
La particularité de l'Anjou Cola est d'intégrer dans sa composition de la camomille. Son utilisation n'est pas anodine et participe au facteur identitaire de la marque : 91 % de la camomille française est produite en Maine-et-Loire, principalement à Chemillé.

## Commercialisation
La mise en bouteille de l'Anjou-Cola est faite à Cholet, par l'entreprise « L'Abeille » . Le visuel de la marque met en avant la fleur de lys, un des symboles du drapeau de l'Anjou. Pour le reste, l'emballage reprend les codes traditionnel des colas, avec une couleur rouge, une typographie et des bouteilles rappelant la marque Coca-Cola,.
La production est estimée à 100 000 bouteilles vendues essentiellement en Anjou.
La société Ouest Market a sorti cette nouvelle boisson à l'occasion du 600e anniversaire de la naissance du roi René d'Anjou et s'est engagée à promouvoir et à participer au mécénat pour la restauration du Logis Royal du château d'Angers dont la toiture a brûlé le 10 janvier 2009. Elle est également partenaire de l'événement « Anjou Vélo Vintage ».

## Polémique sur la dénomination «Anjou»
Le nom « Anjou Cola » est contesté par certains vignerons d'Anjou (AOC), qui cherchent à protéger leur marque « Anjou ». Les vignerons y voient une utilisation concurrentielle de la dénomination régionale et cherchent à interdire son utilisation pour les produits de bouche, voire prohiber totalement l'utilisation de l'origine « Anjou » à d'autres fins que l'AOC. Un procès est en cours avec Anjou Cola,.

Il est devenu Loire Cola.